# Alexander Baranowsky

Alexander Baranowsky

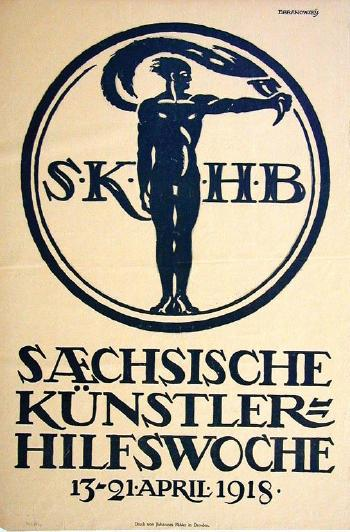
Sächsische Künstler Hilfswoche

Alexander Baranowsky (* 30. August 1874 in Riga; † 3. Mai 1941 in Dresden) war ein deutscher Maler, Bühnenbildner, Gebrauchsgraphiker und Professor an der Kunstgewerbeschule Dresden.
Baranowsky begann seine künstlerische Ausbildung als Dekorationsmaler in Riga. Von 1896 bis 1899 studierte er an der Kunstgewerbeschule und von 1904 bis 1909 an der Königlichen Kunstakademie in Dresden.
Nach dem Studium beschäftigte er sich in Dresden mit Innenraumgestaltung und Bühnendekorationen. Daneben entwarf er Textilien, Plakate und Bucheinbände, schuf auch Wandmalereien, insbesondere in Kirchen in Wurzen und Grimma sowie in der Synagoge in Görlitz und im fürstlichen Schloss Gera.
Im Jahr 1913 wurde er als Lehrer für Ornamentstudium an der Königlich Sächsischen Kunstgewerbeschule Dresden angestellt, übernahm später die Fachklasse für dekorative und Theatermalerei. 1918 erhielt er den  Professorentitel und übernahm die Klasse für Textilkunst.
Baranowsky war auch für die „Interessengemeinschaft Deutsche Werkstätten für Wohnkunst“ tätig. Er wurde Mitarbeiter des Architekten Rudolf Bitzan.
Zu seinen Schülern gehörten Siegfried Donndorf, Heinrich Engel, Rudolf Fleischer, Willy Kriegel, Erna Lincke, und Willy Müller-Lückendorf  und Werner-Hans Schlegel.
Begraben liegt er auf dem Trinitatisfriedhof in Dresden.

## Veröffentlichungen
- Neuzeitliche Bühnen-Malerei. Kurzer Abriss über Bau, Malerei und Beleuchtung kleiner und mittlerer Bühnen, zugleich erläuternder Text zu dem gleichnamigen Vorlagenwerk für Maler zur Ausführung von Theater-Dekorationen. Dresden 1926
- Neuzeitliche Bühnen-Malerei. 39 Tafeln mit insgesamt 70 Szenerie-Darstellungen in farbigem Offsetdruck und in Autotypie nebst erläuterndem Text. Dresden 1926